# Баграт II (умер 988)
Баграт (груз. ბაგრატი; род., вероятно, после 950 года — 988 год) — принц (батонишвили) из династии Багратионов и сын Сумбата II, князя Кларджети.

## Биография
Баграт умер через сорок дней после смерти своего отца в 988 году, после чего его брат, Давид II, стал князем Кларджети, последний умер без детей и был наследован сыном Баграта — Сумбатом III Кларджи.